# Généralité de Limoges
1558–1790
(467 ans)
Entités précédentes :
- Création

Entités suivantes :
- Haute-Vienne
- Corrèze
- Creuse
- Charente

La généralité de Limoges est une circonscription administrative de France créée en 1558.

## Historique
Cette circonscription connut des débuts agités : supprimée dès 1560, elle fut rétablie à la fin de 1573, puis supprimée à nouveau le 6 avril 1579, mais rétablie vingt jours plus tard. En décembre 1583 elle disparaît pour la troisième fois. Son  rétablissement définitif date de 1586. 
Au XVIIIe siècle, elle se composait de cinq élections regroupant trente subdélégations.

## Liste des élections et subdélégations
La généralité étant une des circonscriptions administratives majeures, la connaissance historique du territoire concerné passe par l'inventaire des circonscriptions inférieures de toute nature. Cet inventaire est la base d'une exploration des archives réparties entre les différentes archives départementales des départements compris dans la généralité.
Cette liste ne comporte pas les sénéchaussées et bailliages ci-dessus.
- Élection d'Angoulême
- Subdélégation d'Angoulême
- Subdélégation d'Argentat
- Subdélégation de Beaulieu
- Subdélégation de Bellac
- Subdélégation de Bort
- Élection de Bourganeuf
- Subdélégation de Bourganeuf
- Élection de Brive
- Subdélégation de Brive
- Subdélégation de Châlus
- Subdélégation de Le Dorat
- Subdélégation d'Égletons
- Subdélégation d'Eymoutiers
- Subdélégation de Juillac
- Élection de Limoges
- Subdélégation de Limoges
- Subdélégation de Lubersac
- Subdélégation de Magnac-Laval
- Subdélégation de Meymac
- Subdélégation de Montauzier aujourd'hui Baignes-Sainte-Radegonde
- Subdélégation de Montmoreau
- Subdélégation de Neuvic
- Subdélégation de La Rochefoucauld
- Subdélégation de Ruffec
- Subdélégation de Saint-Junien
- Subdélégation de Saint-Léonard
- Subdélégation de Saint-Yrieix
- Subdélégation de La Souterraine
- Subdélégation de Treignac
- Élection de Tulle
- Subdélégation de Tulle
- Subdélégation de Turenne
- Subdélégation d'Ussel
- Subdélégation d'Uzerche

## Bailliages principaux et secondaires
d'après le Règlement général du 24 janvier 1789 (États généraux)
- Noms des bailliages principaux, suivis du nombre de députés à élire et du nom des bailliages secondaires :
- Sénéchaussée d'Angoulême, 8 députés, (Cognac) ;
- Sénéchaussée de La Basse-Marche à Dorat, 4 députés, (Bellac) ;
- Sénéchaussée de Limoges, 8 députés, (Saint-Yrieix) ;
- Sénéchaussée de Tulle, 8 députés, (Brives, Uzerches).